# St. Alban (Mettenberg)

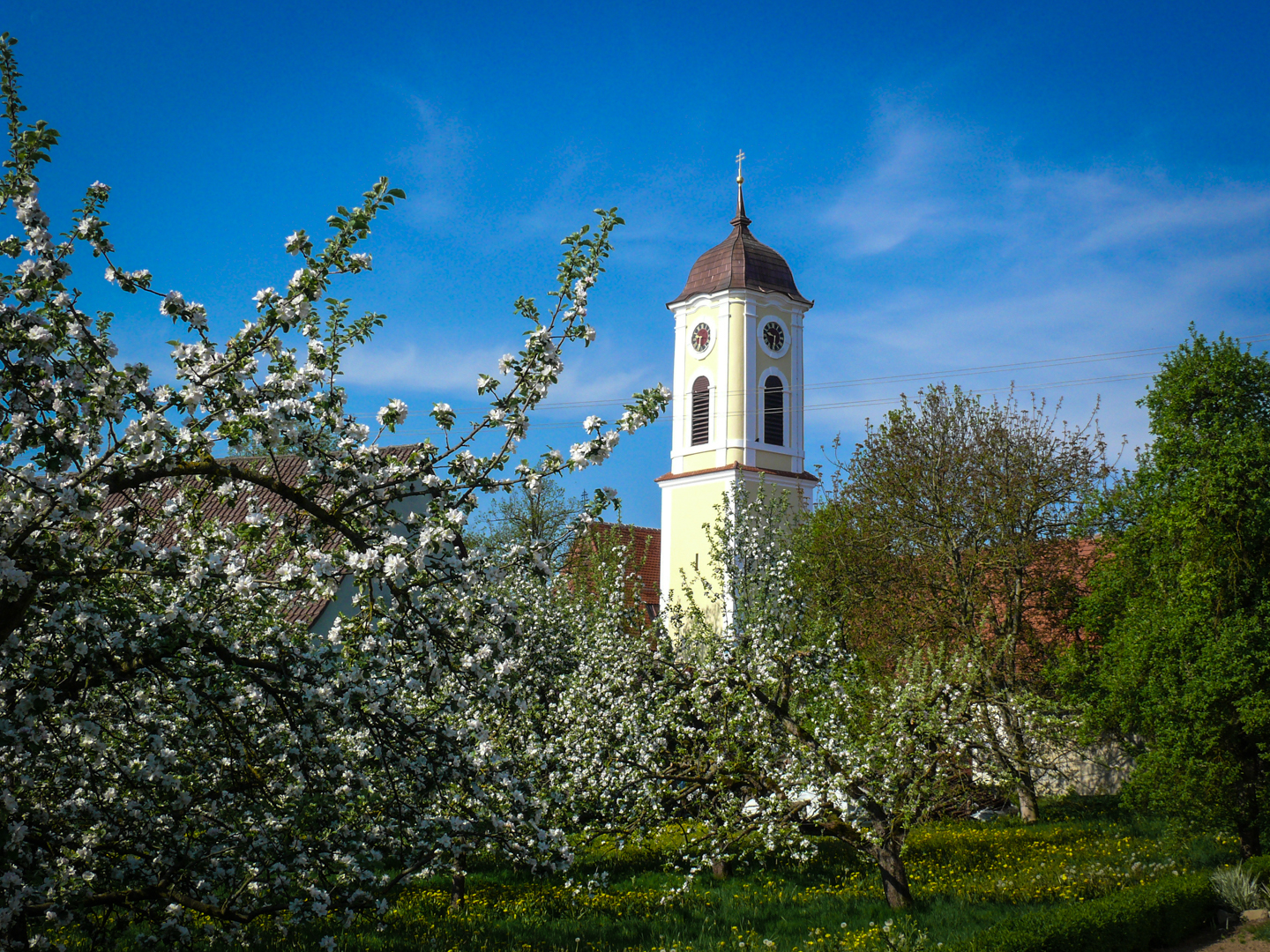
St. Alban in Mettenberg

Die römisch-katholische Pfarrkirche St. Alban steht in Mettenberg, einem Stadtteil der Großen Kreisstadt Biberach an der Riß im Landkreis Biberach in Baden-Württemberg. Die Kirchengemeinde gehört zum Dekanat Biberach der Diözese Rottenburg-Stuttgart. Das Bauwerk ist beim Landesamt für Denkmalpflege Baden-Württemberg als Baudenkmal eingetragen.

## Beschreibung
Die im 18. Jahrhundert gebaute barocke Saalkirche besteht aus einem Langhaus, einem eingezogenen, dreiseitig geschlossenen Chor im Osten und einem Chorflankenturm an dessen Südwand, der 1768 aufgestockt wurde, um die Turmuhr und den Glockenstuhl unterzubringen, und mit einer Glockenhaube bedeckt wurde. Die Deckenmalereien im Chor und im Langhaus 1883-84 wurden von Bonifaz Locher gemalt. 
Zur Kirchenausstattung gehört ein Hochaltar, dessen Altarretabel von Johannes Zick gemalt wurde. Die Kreuzwegstationen schuf 1946 August Blepp. 
Die Orgel wurde 1937 von Stehle Orgelbau errichtet. Sie hat einen Umfang von 14 Registern auf zwei Manualen und Pedal.